# Peter Kretschmer (Lebensmitteltechnologe)
Peter Kretschmer (* 12. November 1938 in Kurort Oberwiesenthal; † 8. Juni 2017 in Nuthetal) war ein deutscher Forscher, Erfinder und Lebensmitteltechnologe. Zu seinen wichtigsten Entwicklungen in der DDR gehören u. a. die bekannten Tempo-Erbsen, der Kuko-Reis und die Säuglingsnahrung Manasan, später eine Gewinnung von Kerosin aus Algen am Institut für Getreideverarbeitung (IGV) in Nuthetal. Kretschmer galt als „Daniel Düsentrieb der DDR-Lebensmittelindustrie“.

## Leben
Peter Kretschmer wurde 1938 in der Wetterwarte auf dem Fichtelberg geboren. Sein Vater, der dort als Meteorologe arbeitete, zog 1951 mit seiner Familie zum meteorologischen Dienst nach Potsdam. Nach einer Ausbildung von 1953 bis 1958 zum Lebensmittelchemielaboranten und zum Chemisch-Technischen Assistenten studierte Peter Kretschmer 1958–1961 Chemische Verfahrenstechnik. Ab 1961 arbeitete Kretschmer am Institut für Getreideverarbeitung IGV in Bergholz-Rehbrücke (Potsdam-Mittelmark)/Institut für Ernährung, bis 1970 als Mitarbeiter, danach bis 1990 als Abteilungsleiter Nährmittel und Gewürze. Kretschmers Aufgabe als leitender Verfahrensingenieur war die Überführung von Produkten aus der Lebensmittelforschung in deren großtechnische Herstellung. Da die DDR nur über wenig Valuta zum Kauf von Lebensmittel-Fertigungsanlagen und Patenten im kapitalistischen Ausland verfügte, wurde maßgeblich durch die Entwicklungen des IGV die Versorgung der Bevölkerung der DDR mit innovativen Lebensmitteln möglich. Gleichzeitig bewirkten die Tempo-Produkte die Einsparung von Kochzeit in den privaten Haushalten und damit erhebliche Energieeinsparungen.
Während der politischen Wende in der DDR wurde Kretschmer durch die Belegschaft des zur GmbH umgewandelten IGV zum Geschäftsführer gewählt und durch die Treuhand bestätigt. 1991 gründete Kretschmer das Institut für Lebensmittel und Umweltforschung e.V. 1994 erfolgte der Kauf des IGV von der Treuhand durch MBO. 2010, im Alter von 72 Jahren, promovierte Kretschmer an der TU Berlin. Kretschmer war von 1990 bis 2014 geschäftsführender Gesellschafter des IGV.
Peter Kretschmer war verheiratet, Vater zweier Kinder und lebte in Wilhelmshorst.

## Forschung
Peter Kretschmer war an der Entwicklung und deren Überführung in Großproduktion folgender Nahrungsmittel in der DDR maßgeblich beteiligt:
- 1964: Tempo-Erbsen[6][7]
- 1965: Tempo-Bohnen[8]
- 1969: Kuko, Kurzkochreis im Kochbeutel[9]
- 1969: Mekorna, Instant-Mehrkorn-Babynahrung[10][11]
- 1969: Cornflakes[12]
- 1969: Erdnussflips[13]
- Combo-Kakao[14]
- 1972: Manasan, Säuglingsnahrung[15][16] (Leitung: Friedrich-Karl Grütte)[17]
- 1977: Knäckebrot[18]
- 1978: Kaugummi (Bernburg)[19][20]

## Preise
- 2007: Eberhard-Paech-Preis[21]

## Werke
- Peter Kretschmer: Entwicklung einer Technologie zur Produktion von Roggenschaumfaserprodukten und deren Anwendung, Berlin, Techn. Universität, Dissertation, 2010 DNB 1010351656